# Bastardiastrum cinctum
Bastardiastrum cinctum là một loài thực vật có hoa trong họ Cẩm quỳ. Loài này được (Brandegee) D.M.Bates mô tả khoa học đầu tiên năm 1978.